# Bill Fay
Pour les articles homonymes, voir Fay.
William Fay dit Bill Fay, né le 9 septembre 1943 à Londres et mort le 21 ou le 22 février 2025 dans la même ville , est un chanteur, pianiste et auteur-compositeur britannique qui a été qualifié de « bijou caché ».

## Biographie
Bill Fay a publié un single (Some Good Advice/Screams in my Ears) et deux albums (Bill Fay et Time of the Last Persecution), publiés par le label Deram entre 1967 et 1971. Ces enregistrements se sont mal vendus, en raison d'une promotion et d'une distribution insuffisantes. Deram se sépara de Fay peu après la sortie de son second album.
Malgré son retour en studio à la fin des années 1970, la suite de Time of the Last Persecution n'aboutit pas avant janvier 2005. Baptisée Tomorrow, Tomorrow & Tomorrow et attribuée au « Bill Fay Group », elle fut publiée par le label Durtro Jnana.
En 2004, le label anglais Wooden Hill sortit une série de maquettes enregistrées entre 1966 et 1970, sous le nom From the Bottom of an Old Grandfather Clock.
En 2009 est sorti Still Some Light, un double CD. Le premier est une compilation de morceaux anciens, le deuxième un nouvel opus enregistré par le compositeur dans son propre studio « à la maison ».
Selon le magazine Uncut, Bill Fay constitue « le chaînon manquant entre Nick Drake, Ray Davies et Bob Dylan ». Bill Fay s'inscrit en effet dans la veine des grands songwriters du tournant des années 1970, parmi lesquels on peut également évoquer Leonard Cohen, ou encore John Lennon.
Les albums originaux de Bill Fay sont aujourd'hui extrêmement rares et particulièrement recherchés par les collectionneurs, bien qu'ils soient facilement disponibles en CD depuis qu'Eclectic Discs les a ressortis en 2005.

## Discographie

### Albums
- 1969 : Bill Fay
- 1970 : Time of the Last Persecution
- 2004 : From the Bottom of an Old Grandfather Clock
- 2005 : Tomorrow, Tomorrow & Tomorrow
- 2009 : Still Some Light
- 2012 : Life is people
- 2015 : Who Is The Sender?
- 2020 : Countless Branches